# 邁斯特羅瓦沃利亞
50°33′11″N 27°31′41″E / 50.55306°N 27.52806°E
邁斯特羅瓦沃利亞（烏克蘭語：Майстрова Воля），是烏克蘭北部的村莊，隸屬日托米爾州的茲維亞赫爾區。該村始建於1959年，面積1.56平方公里，海拔高度222米，2001年人口585，人口密度每平方公里375.24人。